# USS Walke (DD-34)
USS Walke (DD-34) – amerykański niszczyciel typu Paulding. Jego patronem był kontradmirał Henry A. Walke.
Stępkę okrętu położono 5 marca 1910 w stoczni Fore River Shipbuilding Company w Quincy (Massachusetts). Zwodowano go 3 listopada 1910, matką chrzestną była Mildred Walke Walter, wnuczka patrona okrętu. Jednostka weszła do służby w US Navy 22 lipca 1911, jej pierwszym dowódcą był Lieutenant Charles R. Train.
Okręt był w służbie w czasie I wojny światowej. Działał jako jednostka eskortowa na wodach amerykańskich i europejskich.
18 lipca 1919 "Walke" dotarł do Filadelfii, gdzie rozpoczęły się prace dezaktywujące. Okręt został wycofany ze służby 12 grudnia 1919.
Jednostka pozostawała w Philadelphia Naval Shipyard do połowy lat trzydziestych. 17 lipca 1920 okręt otrzymał alfanumeryczne oznaczenie DD-34. Trzynaście lat później, 1 lipca 1933, stracił nazwę, która została przydzielona okrętowi DD-416. Odtąd znany jako DD-34 nadal stał w rezerwie. Skreślony z listy jednostek floty 20 marca 1945 został zezłomowany w Filadelfii 23 kwietnia 1935 zgodnie z londyńskim traktatem morskim.